# Jaroslav Kraus
Jaroslav Kraus (9. května 1912 – ?) byl český fotbalista, brankář, reprezentant protektorátu Čechy a Morava. Za československou reprezentaci odehrál v roce 1939 jedno utkání. Hrál za Viktorii Žižkov.